# Apollonios
Apollonios (altgriechisch Ἀπολλώνιος, lateinisch Apollonius) ist ein altgriechischer Name, der von dem Namen des Gottes Apollon abgeleitet ist. Das weibliche Pendant des Namens lautet Apollonia.

## Namensträger

### Antike Politiker, Dichter, Wissenschaftler, Ärzte, Priester, Heilige und Militärs
- Apollonios Dyskolos (2. Jahrhundert), Grammatiker
- Apollonios Sophistes (1. Jahrhundert), Lexikograph
- Apollonios von Alexandria mit dem Beinamen Anteros (1. Jahrhundert), Grammatiker
- Apollonios von Aphrodisias, ptolemäischer Priester
- Apollonios von Athen (Sophist), Sophist Ende des 2. Jahrhunderts n. Chr., Schüler des Adrianos, Inhaber des städtischen Lehrstuhls für Rhetorik in Athen
- Apollonios Mys, 2. Hälfte des 1. Jahrhunderts v. Chr., Arzt in Alexandria, Herophileer
- Apollonios von Kition (1. Jahrhundert v. Chr.), griechischer Arzt
- Apollonios von Memphis (= Apollonios Memphites), griechischer Arzt des 3. Jahrhunderts v. Chr.
- Apollonios von Nysa, Stoiker
- Apollonios von Perge (ca. 262–ca. 190 v. Chr.), Mathematiker und Astronom
- Apollonios von Rhodos (295–215 v. Chr.), Dichter
- Apollonios von Tyana (um 40–um 120), Mystiker
- Apollonios (Dioiket), ptolemäischer Finanzminister im 3. Jahrhundert v. Chr.
- Apollonios (Sohn des Thraseas), seleukidischer Statthalter im 2. Jahrhundert v. Chr.
- Apollonios (Sohn des Menestheos), seleukidischer Statthalter im 2. Jahrhundert v. Chr.
- Apollonios von Acharnai, Schriftsteller
- Apollonios (Heermeister), oströmischer Heermeister (Mitte 5. Jahrhundert)

### Antike Künstler und Handwerker
- Apollonios (Architekt), griechischer Architekt
- Apollonios (Sohn des Archias), attischer Bildhauer
- Apollonios (graeco-ägyptischer Bildhauer), graeco-ägyptischer Bildhauer
- Apollonios (graeco-römischer Bildhauer), graeco-römischer Bildhauer
- Apollonios (Erzbildner, 1. Jahrhundert v. Chr.), griechischer Erzbildner
- Apollonios (Erzbildner, 1. Jahrhundert), griechischer Erzbildner
- Apollonios (Gemmenschneider, 3. Jahrhundert v. Chr.), griechischer Gemmenschneider
- Apollonios (Gemmenschneider, 1. Jahrhundert v. Chr.), griechischer Gemmenschneider
- Apollonios (Kopist), Kopist
- Apollonios Aster, griechischer Bildhauer aus Aphrodisias
- Apollonios von Alexandria (Architekt), griechischer Architekt
- Apollonios von Alexandria (Bildhauer), griechischer Bildhauer, Vater des Demetrios von Alexandria
- Apollonios aus Aphrodisias, griechischer Bildhauer
- Apollonios aus Isgera, phrygischer Bildhauer
- Apollonios aus Magnesia, griechischer Bildhauer
- Apollonios aus Marathon, griechischer Bildhauer
- Apollonios von Athen, Sohn des Nestor, griechischer Bildhauer und Erzbildner aus Athen, 1. Jahrhundert v. Chr.
- Apollonios von Athen (Sohn des Archias), Erzgießer, Verfertiger der in Herculaneum in der Villa dei papiri gefundenen Bronzekopie des Polykletischen Doryphoroskopfes
- Apollonios von Athen (Bildhauer, Kaiserzeit), Bildhauer, bekannt durch seine in den Falten eines in Sparta befindlichen Chlamysfragments angebrachten Künstlerinschrift, deren Schriftformen auf die Kaiserzeit weisen
- Apollonios von Tralleis (1. Jahrhundert v. Chr.), Bildhauer (Farnesischer Stier)

### Antike Sportler
- Apollonios von Alexandria (Läufer, 296 v. Chr.), olympischer Läufer, siegt 296 v. Chr.
- Apollonios von Alexandria (Läufer, 93 v. Chr.), olympischer Läufer, siegt 93 v. Chr.